# マリアーノ・ラガスカ・イ・セグーラ
マリアーノ・ラガスカ・イ・セグーラ（Mariano Lagasca y Segura、1776年10月4日 - 1839年6月23日）は、スペインの植物学者、医師である。マドリード王立植物園の園長を務めた。

## 生涯
サラゴサ近郊のエンシナコルバで裕福なカトリック教徒の家に生まれた。地元の小学校で学んだ後、タラゴナ学び、医学と植物学に興味を持ち、タラゴナで学んだ後、サラゴサやバレンシア、マドリードで医学を学んだ。1800年にマドリードに進み、有名な植物学者、カヴァニレス（Antonio José Cavanilles）と知り合い弟子になった。ロドリゲス（José Demetrio Rodriguez）とともに協力し、1801年に共著で『マドリード王立植物園の植物』（"Descripción de algunas plantas del Real Jardín Botánico de Madrid"）を発表した。1802年にはSimón de Rojas Clemente y Rubioaと共著で医学と植物学に関する書物を出版した。1807年にカヴァニレスが没すると、マドリード王立植物園の副園長に就任し、同時期にマドリード大学の植物学の教授を務めた。
半島戦争の後、1815年に王立植物園の園長になり、名声を得るが、1823年に自由主義的な政治観のためにスペインを追われ、ロンドンで11年間亡命生活送った。1834年にスペインに戻り、王立植物園の園長に復帰した。1839年にバルセロナで没した。

## 著書
- Amenidades naturales de las Españas(1811–1821)
- Genera et species plantarum, quae aut novae sunt, (1816)
- Elenchus plantarum, quae in horto regio botanico matritensi colebantur anno 1815 (1816)
- Memoria sobre las platas barrilleras de España (1817)